# Carmen Noguera Valero
Carmen Noguera Valero, (València 1907 - Castelló de la Plana 7 de gener de 1974) va ser una mestra artesana i pintora de la burgesia.
Va nàixer al barri valencià del Cabanyal. Quan tenia 15 anys, es va traslladar amb els seus pares, per motius polítics, a Castelló. Va rebre classes de pintura i dibuix a l'acadèmia del pintor Vicent Castell on va fer una estreta amistat amb la pintora castellonenca Matilde Segarra Gil, mare de Matilde i Josefina Salvador Segarra, i va impartir les classes amb altres pintores castellonenques com Carmen Palau, Elisa Agost i altres.
Es va casar amb el metge Hipòlito Fabra Compte que va morir el maig de 1951. Va tenir dos fills, i després de quedar vídua, va reprendre l'activitat artística que havia abandonat per tenir cura de la família com estava establert socialment en aquella època. Des d'aquell moment ven tota la seua producció a la primera exposició de pintura que va fer per poder tirar endavant la família i de la qual encara es conserva el catàleg. La pintura va permetre d'aquesta manera el sosteniment econòmic de la família, cosa ben difícil per a una dona de l'època. Va establir la seua pròpia acadèmia al carrer Campoamor de Castelló i va donar classes a l'Escola d'Arts i Oficis, a la Secció Femenina i a l'alberg Argentina de Benicàssim, llocs on va tenir un nombrós alumnat femení.
L'Ajuntament de Castelló ha posat el seu nom a un carrer de la ciutat com a homenatge a la seua tasca creadora.